# تيد ويلز
تيد ويلز (بالإنجليزية: Ted Wills) هو لاعب كرة قاعدة أمريكي، ولد في 9 فبراير 1934 في فريسنو في الولايات المتحدة.

## وصلات خارجية
- تيد ويلز على موقع دوري كرة القاعدة الرئيسي (الإنجليزية)
- تيد ويلز على موقعبيزبول رفرنس.كوم (الدوري الرئيسي) (الإنجليزية)
- تيد ويلز على موقعبيزبول رفرنس.كوم (الدوري الثانوي) (الإنجليزية)